# Bruno Rafael Martins Amorim
Bruno Rafael Martins Amorim (sinh ngày 12 tháng 5 năm 1998) là một cầu thủ bóng đá người Bồ Đào Nha thi đấu cho Manchester United ở vị trí tiền đạo.

## Sự nghiệp bóng đá
Ngày 17 tháng 1 năm 2016, Amorim có màn ra mắt cho Oliveirense trong trận đấu tại Giải bóng đá hạng nhất quốc gia Bồ Đào Nha 2015–16 trước Farense.